# Beggar on Horseback
Beggar on Horseback ist eine Theaterkomödie in zwei Akten aus dem Jahr 1924 von George Simon Kaufman und Marc Connelly.

## Inhalt
Das Stück ist eine Parodie auf ein expressionistisches Sprichwort, welches zu jener Zeit populär war: „Set a beggar on horseback, and he'll ride at a gallop“ („Setze einen Bettler auf einen Pferderücken und er wird einen Galopp reiten“) oder „... he'll ride to hell/devil“ („...er wird zur Hölle“, bzw. „zum Teufel“, also das Pferd zuschanden, reiten). Es stand für das Gleichnis jemandem Wohlstand zu geben, der ihm nicht würdig ist, bzw. zu dem er nicht passt (siehe auch Parvenü) und er diesen folgerichtig vernichten wird. Zuerst erschien diese Phrase in Robert Burtons Anatomie der Melancholie von 1621 (Sektion III, Memb. II).
Das von Winthrop Ames (1870–1937) produzierte Theaterstück wendet sich gegen die Verlockung künstlerische Begabung gegen finanziellen Wohlstand einzutauschen. Das Stück basiert lose auf dem deutschen Drama Hans Sonnenstoßers Höllenfahrt. Heiteres Traumspiel aus dem Jahr 1911 von Paul Apel.

## Handlung
Im Mittelpunkt steht Neil McRae, ein junger armer Komponist klassischer Musik. Besorgt darüber, wie hart er in Gelegenheitsjobs arbeiten muss, um sich über Wasser zu halten, legen ihm seine Freunde – ein Arzt, der gerade bei ihm zu Besuch ist und seine Nachbarin Cynthia Mason, an der er mehr als nur ein vorübergehendes Interesse hat – nahe, die reiche Industriellentochter Gladys Cady zu heiraten. Deren Vater bevorzugt zudem eher die Unterhaltungsmusik aus der Tin Pan Alley. Eine Musik, die McRae entschieden ablehnt.
Er gerät mit sich in Konflikt, als ihm ein sehr gutes Einkommen in der Industrieproduktion in Aussicht gestellt wird, wenn er sich nur bereit erkläre sein „törichtes“ Interesse an klassischer Musik aufzugeben.

## Erfolg
Die Broadway Produktion hatte am 12. Februar 1924 am Broadhurst Theatre Premiere und lief 223 Vorstellungen lang. Die Besetzung umfasste Darsteller wie Roland Young, Osgood Perkins, Spring Byington und Frederic Richard Sullivan.
Das Stück wurde sieben Monate später, am 21. März 1925, am Shubert Theatre erneut auf die Bühne gebracht und hatte 16 Vorstellungen.
45 Jahre später kam es wieder auf die Bühne. Diesmal erfolgten zunächst 13 Voraufführungen, als es am 14. Mai 1970 im Vivian Beaumont Theater (im Lincoln Center) seine eigentliche Premiere hatte. Es lief 52 Vorstellungen und hatte Schauspieler wie Leonard Frey and Susan Watson in der Besetzung.

## Filmversion
Am 24. August 1925 veröffentlichten die Paramount Studios einen Stummfilm gleichen Namens. Regie führte James Cruze und die Hauptrolle spielte Edward Everett Horton. Von dem Film existieren nur noch drei der ursprünglich sieben Filmrollen.